# RUN (방탄소년단의 노래)
《RUN》은 방탄소년단의 네 번째 미니 음반의 타이틀 곡이다. 2015년 11월 30일에 발표하였다.

## 차트
| 차트                                          | 최고순위 |
| --------------------------------------------- | -------- |
| 가온 주간 디지털 차트                         | 8        |
| 가온 월간 디지털 차트                         | 27       |
| 가온 주간 다운로드 차트                       | 9        |
| 가온 월간 다운로드 차트                       | 32       |
| 가온 주간 스트리밍 차트                       | 22       |
| 가온 월간 스트리밍 차트                       | 32       |
| 가온 주간 BGM 차트                            | 16       |
| 가온 월간 BGM 차트                            | 70       |
| 가온 주간 모바일 차트 (벨소리)                | 28       |
| 가온 주간 모바일 차트 (통화연결음)            | 45       |
| 가온 월간 모바일 차트 (벨소리)                | 51       |
| 음악 프로그램                                 | 순위     |
| THE SHOW: All About K-POP 시즌 4 더 쇼 초이스 | 1        |
| 쇼 챔피언                                     | 1        |
| 뮤직뱅크 K-Chart                              | 1        |